# Lycaena lamponides
Lycaena lamponides är en fjärilsart som beskrevs av Otto Staudinger 1901. Lycaena lamponides ingår i släktet Lycaena och familjen juvelvingar. Inga underarter finns listade i Catalogue of Life.